# Pixies
Die Pixies sind eine Rockband aus Nordamerika, die 1986 in Boston gegründet wurde. Aktuelle Mitglieder sind Black Francis (eigentlich Charles Michael Kittridge Thompson IV; später solo als Frank Black), Joey Santiago, David Lovering und Emma Richardson.

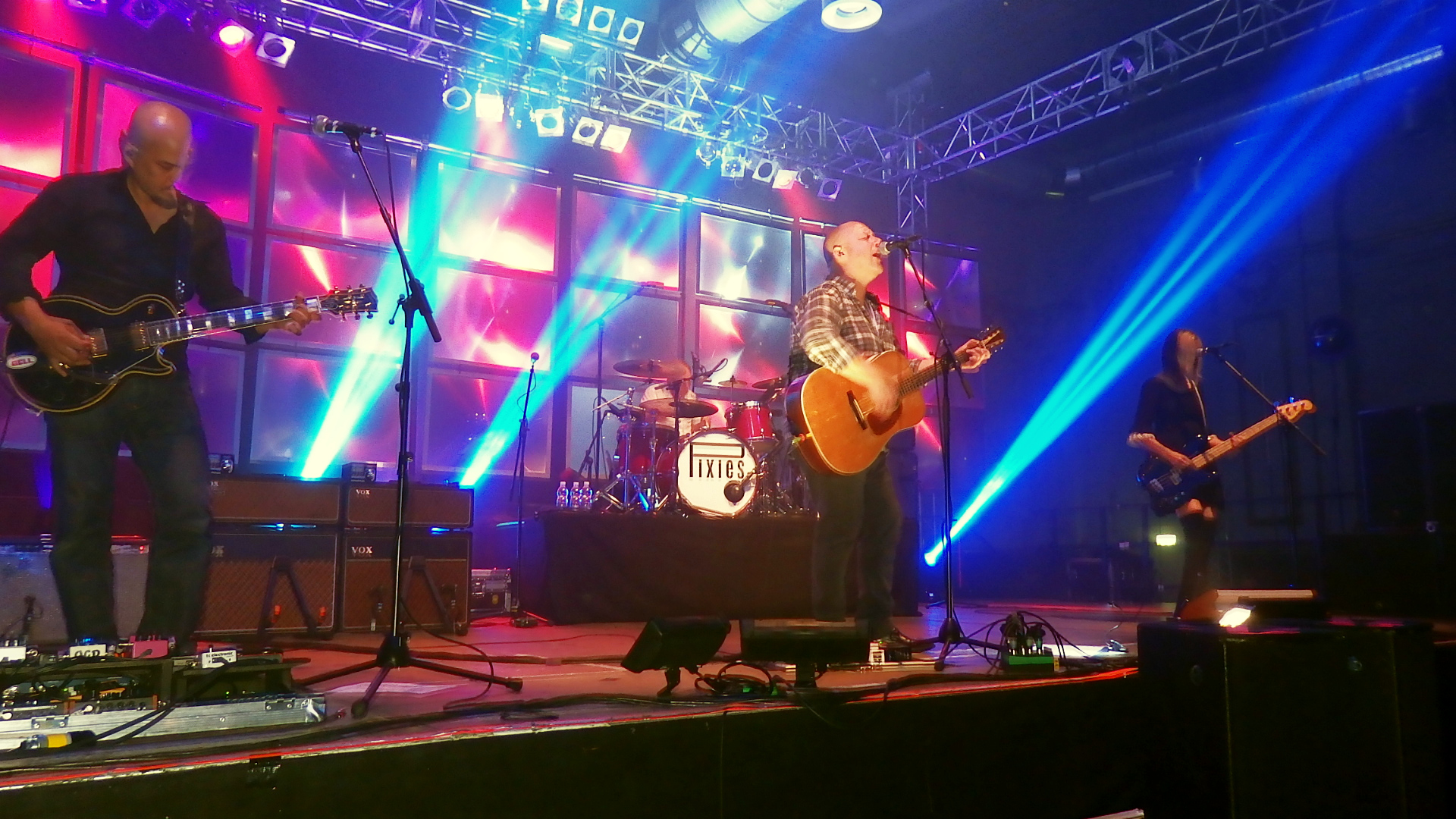
Pixies 2013 in Berlin, Konzert in Huxleys Neue Welt

## Geschichte

### 1986–1993
Die Pixies wurden 1986 gegründet, nachdem sich Black Francis und Joey Santiago an der University of Massachusetts in Boston kennengelernt und beschlossen hatten, eine Band zu gründen. Durch eine Annonce (gesucht war ein Bassist, der sowohl die Hardcore-Punk-Band Hüsker Dü als auch die Folk-Gruppe Peter, Paul and Mary mögen sollte) schlossen sich die Bassistin Kim Deal und der Schlagzeuger Dave Lovering an. Den Bandnamen entlehnten sie den englischen Fabelwesen Pixies. Während eines Konzertes im Vorprogramm der Throwing Muses fielen sie ihrem späteren Manager Gary Smith auf, der mit ihnen ein Demo-Band mit siebzehn Stücken produzierte (The Purple Tape).
Dieses Demo-Band geriet auch in die Hände der Plattenfirma 4AD, die sie daraufhin unter Vertrag nahm. Aus acht Stücken des Demos entstand 1987 die erste Veröffentlichung der Pixies, die EP Come On Pilgrim. Im Jahre 1988 entstand schließlich das erste Album der Band, Surfer Rosa, produziert von Steve Albini. Surfer Rosa enthält den heute sicherlich berühmtesten Song der Band, Where Is My Mind?. Beide Alben wurden bei späteren Veröffentlichungen auf einer CD zusammengefasst.
1989 erschien das Album Doolittle, welches einen weniger rohen Sound aufwies als der Vorgänger und einen relativ großen kommerziellen Erfolg hatte. Nach Doolittle begannen jedoch auch vermehrte Solo-Aktivitäten der Bandmitglieder: Black Francis spielte Solokonzerte, und Kim Deal gründete mit Tanya Donelly von den Throwing Muses die Band The Breeders. Es entstanden vermehrt Konflikte durch den nun immer größer werdenden Einfluss von Francis auf das Songwriting. Er veröffentlichte einen Song für den Film Hart auf Sendung (Pump up the Volume), Wave of Mutilation (U.K. Surf), der auch auf dem Soundtrack enthalten ist.
Das folgende Pixies-Album aus dem Jahr 1990, Bossanova, wurde komplett von Black Francis geschrieben. Die Konflikte in der Band wuchsen stetig, und nachdem 1991 Trompe Le Monde veröffentlicht worden war, machte die Band im Anschluss an eine aufreibende Tournee als Vorgruppe für U2 eine zeitlich unbegrenzte Pause, während der die jeweiligen Soloprojekte im Vordergrund stehen sollten. 1993 erklärte Black Francis dann ohne das Wissen der anderen Bandmitglieder in einem Interview das Ende der Pixies. Später sollte er wiederholt äußern, dass diese Entscheidung ein Fehler gewesen sei, da ausgerechnet zu dem Zeitpunkt, als die Pixies vorerst von der Bühne verschwanden, die Hochzeit des Grunge begann – also eines Musikstiles, für den die Pixies als ein wichtiger Wegbereiter gelten, von dessen Erfolg sie aber zunächst nicht profitieren konnten.

### Nach der Trennung
Nach der Auflösung folgten noch vier Platten mit teilweise unveröffentlichten, jedoch nicht neu produzierten Songs. Trotz dieser geringen Anzahl an veröffentlichtem Material hatten die Pixies einen nachhaltigen Einfluss auf die Musikszene der damaligen Zeit. Die britische Musikzeitschrift NME hat das Pixies-Album Doolittle zum zweitbesten Album überhaupt gekürt.
Black Francis spielte nach der Trennung solo als Frank Black und mit den Catholics. Kim Deal konzentrierte sich auf ihre beiden Bands Breeders und The Amps. David Lovering spielte eine kurze Zeit bei Cracker, wechselte dann aber das Metier und arbeitete als Zauberkünstler unter dem Namen The Scientific Phenomenalist. Joey Santiago produzierte Musik für Film und Fernsehen und spielte weiterhin in seiner Band The Martinis, die er mit seiner Frau Linda Mallari 1993 gründete.

### Wiedervereinigung
Im Jahre 2003 schlossen sich die Pixies wieder zusammen und begannen im April 2004 zu touren. Die US-Konzerte waren weitgehend ausverkauft, obwohl die Band seit zwölf Jahren keine Platte mehr veröffentlicht hatte. Außerdem traten sie im Sommer 2004 bei mehreren europäischen Festivals auf. Es kam allerdings erneut zu Konflikten in der Band. So soll sich Schlagzeuger David Lovering geweigert haben, aus Rücksicht auf die mit ihrer Sucht kämpfende Alkoholikerin Kim Deal seinen Alkoholkonsum einzuschränken. Im Juni 2004 veröffentlichten die Pixies exklusiv über iTunes den Song Bam Thwok.
Am 14. Juni 2013 gab die Band über ihre Facebook-Seite bekannt, dass Kim Deal die Pixies verlassen hat. Sie wurde zunächst durch Kim Shattuck vertreten, bevor Paz Lenchantin an ihre Stelle trat.
Am 28. Juni 2013 erschien die Single Bagboy. Zwischen September 2013 und März 2014 veröffentlichte die Band neues Material auf den drei Platten EP1, EP2 und EP3. Die Tracks der drei EPs wurden im April 2014 auf dem Album Indie Cindy gesammelt veröffentlicht. Zwei Jahre danach, am 6. Juli 2016, kündigten die Pixies über diverse soziale Medien das Erscheinen ihres nächsten Albums Head Carrier an. Dieses erschien am 30. September des gleichen Jahres. In einem Interview mit BBC Radio 6 Music grenzte Black Francis Head Carrier von den letzten beiden Alben ab. Ihm zufolge habe es weniger Glätte als Trompe le Monde und Indie Cindy, sei einfacher gestrickt und habe wieder mehr von der Spritzigkeit ihrer ersten Alben wie Doolittle. Im Juni 2019 erschien der Song On Graveyard Hill als Vorbote zum im September desselben Jahres erscheinenden Album Beneath The Eyrie. Die Veröffentlichung wird von einem umfangreichen Podcast-Projekt begleitet. Über die gesamte Produktionszeit hatten die Bandmitglieder ein gesondertes Podcast-Studio, wo sie Eindrücke der Sessions wiedergaben.
Im März 2024 gab die Band bekannt, dass Paz Lenchantin die Band zur Verfolgung eigener Projekte verlassen werde. Paz Lenchantin selbst sagte in einem Interview aus, dass das nicht ihre eigene Entscheidung gewesen sei.

### Einfluss und Coverversionen
Die Pixies gelten als wegweisende Band für Grunge, Indie- und Alternative Rock. Viele Künstler, darunter Radiohead, Nirvana, The Cardigans und Pavement, nannten die Band als wichtigen Einfluss oder äußerten ihre Bewunderung. In einem Interview mit dem Rolling Stone sagte Kurt Cobain, Smells Like Teen Spirit sei der Versuch gewesen, einen Pixies-Song zu schreiben.
Es gibt zahlreiche Coverversionen der Pixies und Tributealben: So coverten etwa OK Go den Song Gigantic und Mogwai Gouge Away auf dem Album Dig for Fire, Papa Roach spielten auf ihrem 2002er Album Lovehatetragedy ebenfalls Gouge Away ein und auf David Bowies Album Heathen ist seine Version des Songs Cactus zu hören. Placebo schlossen mehrere Auftritte ihrer 2003er Tour mit dem Pixies-Song Where Is My Mind? ab. Frank Black war beim letzten Konzert von Placebo in Paris dabei, und sie spielten zusammen Where Is My Mind?.
Where Is My Mind? wurde von Regisseur David Fincher für die Endsequenz des Films Fight Club ausgewählt, wodurch der Song zehn Jahre nach seinem Erscheinen eine ungeahnte Popularität erlangte. Auch in der letzten Folge der 4400 wurde das Lied abschließend gespielt, ebenso wird der Song bei Veronica Mars (Staffel 2, Episode 2) angespielt. Im März 2021 erwarb die US-amerikanische Wrestlingliga All Elite Wrestling das Recht, den Song als Einzugsmusik des Wrestlers Orange Cassidy zu nutzen. Im Film Knock Knock mit Keanu Reeves in der Hauptrolle läuft das Lied ebenfalls in der Endsequenz.
In dem Film Unbreakable – Unzerbrechlich mit Bruce Willis ist der Song I’ve Been Tired von den Pixies zu hören,

im Abspann des Films Dom Hemingway (mit Jude Law in der Hauptrolle) läuft der Song Debaser.
Zur Fußball-WM 2010 in Südafrika nutzte Visa Inc. den Pixies-Song Isla de Encanta für ihren Werbespot.

## Diskografie

### Studioalben
| Jahr | Titel Musiklabel                      | Höchstplatzierung, Gesamtwochen, AuszeichnungChartplatzierungen (Jahr, Titel, Musiklabel, Platzierungen, Wochen, Auszeichnungen, Anmerkungen) | Höchstplatzierung, Gesamtwochen, AuszeichnungChartplatzierungen (Jahr, Titel, Musiklabel, Platzierungen, Wochen, Auszeichnungen, Anmerkungen) | Höchstplatzierung, Gesamtwochen, AuszeichnungChartplatzierungen (Jahr, Titel, Musiklabel, Platzierungen, Wochen, Auszeichnungen, Anmerkungen) | Höchstplatzierung, Gesamtwochen, AuszeichnungChartplatzierungen (Jahr, Titel, Musiklabel, Platzierungen, Wochen, Auszeichnungen, Anmerkungen) | Höchstplatzierung, Gesamtwochen, AuszeichnungChartplatzierungen (Jahr, Titel, Musiklabel, Platzierungen, Wochen, Auszeichnungen, Anmerkungen) | Anmerkungen                                                 |
| Jahr | Titel Musiklabel                      | DE | AT | CH | UK | US | Anmerkungen                                                 |
| ---- | ------------------------------------- | --- | --- | --- | --- | --- | ----------------------------------------------------------- |
| 1988 | Surfer Rosa 4AD                       | — | — | — | UK— GoldUK | US— GoldUS | Erstveröffentlichung: 21. März 1988 Verkäufe: + 657.500     |
| 1989 | Doolittle 4AD                         | — | — | — | UK8 Platin · (11 Wo.)UK | US98 Platin · (27 Wo.)US | Erstveröffentlichung: 17. April 1989 Verkäufe: + 1.340.000  |
| 1990 | Bossanova 4AD                         | DE27 (10 Wo.)DE | — | — | UK3 Gold · (8 Wo.)UK | US70 (12 Wo.)US | Erstveröffentlichung: 13. August 1990 Verkäufe: + 100.000   |
| 1991 | Trompe le Monde 4AD                   | DE35 (8 Wo.)DE | — | — | UK7 Silber · (5 Wo.)UK | US92 (8 Wo.)US | Erstveröffentlichung: 23. September 1991 Verkäufe: + 60.000 |
| 2014 | Indie Cindy Pixiesmusic               | DE10 (2 Wo.)DE | AT11 (2 Wo.)AT | CH23 (3 Wo.)CH | UK6 (4 Wo.)UK | US23 (1 Wo.)US | Erstveröffentlichung: 19. April 2014                        |
| 2016 | Head Carrier Pixiesmusic              | DE32 (2 Wo.)DE | AT37 (1 Wo.)AT | CH32 (2 Wo.)CH | UK7 (2 Wo.)UK | US72 (1 Wo.)US | Erstveröffentlichung: 30. September 2016                    |
| 2019 | Beneath the Eyrie Infectious          | DE22 (2 Wo.)DE | AT41 (1 Wo.)AT | CH26 (2 Wo.)CH | UK7 (2 Wo.)UK | — | Erstveröffentlichung: 13. September 2019                    |
| 2022 | Doggerel Infectious                   | DE18 (1 Wo.)DE | AT55 (1 Wo.)AT | CH33 (2 Wo.)CH | UK13 (1 Wo.)UK | — | Erstveröffentlichung: 30. September 2022                    |
| 2024 | The Night the Zombies Came Infectious | DE27 (1 Wo.)DE | AT61 (1 Wo.)AT | CH41 (1 Wo.)CH | UK22 (1 Wo.)UK | — | Erstveröffentlichung: 25. Oktober 2024                      |

### Livealben
- Live 1989/1990: Souls on Fire
- 1989: Live Rote Fabrik Zürich
- 1989: Live in Heaven
- 1990: Transatlantic
- 2004: Live in Minneapolis, MN

### Kompilationen
| Jahr | Titel Musiklabel                         | Höchstplatzierung, Gesamtwochen, AuszeichnungChartplatzierungen (Jahr, Titel, Musiklabel, Platzierungen, Wochen, Auszeichnungen, Anmerkungen) | Höchstplatzierung, Gesamtwochen, AuszeichnungChartplatzierungen (Jahr, Titel, Musiklabel, Platzierungen, Wochen, Auszeichnungen, Anmerkungen) | Höchstplatzierung, Gesamtwochen, AuszeichnungChartplatzierungen (Jahr, Titel, Musiklabel, Platzierungen, Wochen, Auszeichnungen, Anmerkungen) | Anmerkungen                                              |
| Jahr | Titel Musiklabel                         | AT | UK | US | Anmerkungen                                              |
| ---- | ---------------------------------------- | --- | --- | --- | -------------------------------------------------------- |
| 1997 | Death to the Pixies 4AD                  | — | UK28 Silber · (3 Wo.)UK | US180 (1 Wo.)US | Erstveröffentlichung: 6. Oktober 1997 Verkäufe: + 60.000 |
| 1997 | Death to the Pixies – Deluxe Edition 4AD | — | UK20 (2 Wo.)UK | — | Erstveröffentlichung: 6. Oktober 1997                    |
| 1998 | Pixies at the BBC 4AD                    | — | UK45 (2 Wo.)UK | — | Erstveröffentlichung: 6. Juli 1998                       |
| 2001 | The Complete B-Sides 4AD                 | — | UK53 (2 Wo.)UK | — | Erstveröffentlichung: 3. Mai 2001                        |
| 2004 | Wave of Mutilation – Best of Pixies 4AD  | AT43 (6 Wo.)AT | UK16 Gold · (7 Wo.)UK | US161 (3 Wo.)US | Erstveröffentlichung: 3. Mai 2004 Verkäufe: + 140.000    |

### EPs
| Jahr | Titel Musiklabel     | Höchstplatzierung, Gesamtwochen, AuszeichnungChartplatzierungen (Jahr, Titel, Musiklabel, Platzierungen, Wochen, Auszeichnungen, Anmerkungen) | Höchstplatzierung, Gesamtwochen, AuszeichnungChartplatzierungen (Jahr, Titel, Musiklabel, Platzierungen, Wochen, Auszeichnungen, Anmerkungen) | Anmerkungen                                                                                         |
| Jahr | Titel Musiklabel     | DE | US | Anmerkungen                                                                                         |
| ---- | -------------------- | --- | --- | --------------------------------------------------------------------------------------------------- |
| 2002 | Pixies Cooking Vinyl | DE70 (3 Wo.)DE | — | Erstveröffentlichung: 9. Juli 2002 auch bekannt als „The Purple Tape“ Charteinstieg in DE erst 2004 |
| 2014 | EP2 Pixiesmusic      | — | US160 (1 Wo.)US | Erstveröffentlichung: 3. Januar 2014                                                                |

Weitere EPs
- 1987: Come On Pilgrim (4AD)
- 2013: EP1 (Pixies Music)
- 2014: EP3 (Pixies Music)

### Singles
| Jahr | Titel Album                     | Höchstplatzierung, Gesamtwochen, AuszeichnungChartsChartplatzierungen (Jahr, Titel, Album, Platzierungen, Wochen, Auszeichnungen, Anmerkungen) | Anmerkungen                                            |
| Jahr | Titel Album                     | UK | Anmerkungen                                            |
| ---- | ------------------------------- | --- | ------------------------------------------------------ |
| 1988 | Gigantic Surfer Rosa            | UK93 (1 Wo.)UK | Erstveröffentlichung: 22. August 1988                  |
| 1989 | Monkey Gone to Heaven Doolittle | UK60 (3 Wo.)UK | Erstveröffentlichung: 20. März 1989                    |
| 1989 | Here Comes Your Man Doolittle   | UK54 Gold · (2 Wo.)UK | Erstveröffentlichung: 1. Juni 1989 Verkäufe: + 480.000 |
| 1990 | Velouria Bossanova              | UK28 (3 Wo.)UK | Erstveröffentlichung: 16. Juli 1990                    |
| 1990 | Dig for Fire Bossanova          | UK62 (2 Wo.)UK | Erstveröffentlichung: 29. Oktober 1990                 |
| 1991 | Planet of Sound Trompe le Monde | UK27 (3 Wo.)UK | Erstveröffentlichung: 28. Mai 1991                     |
| 1997 | Debaser Death to the Pixies     | UK23 Silber · (2 Wo.)UK | Erstveröffentlichung: 21. Juli 1997                    |

Weitere Singles
- 2004: Bam Thwok
- 2013: Bagboy
- 2016: Um Chagga Lagga
- 2016: Tenement Song
- 2016: Classic Masher
- 2019: On Graveyard Hill
- 2019: Catfish Kate
- 2022: Human Crime
- 2022: There's a Moon On
- 2022: Vault of Heaven
- 2024: You’re So Impatient
- 2024: Oyster Beds

### Weitere Lieder
- 2004: Where Is My Mind? (UK: Platin)

### Videoalben
- 2004: Pixies (UK: Gold)
- 2005: Pixies – Sell Out
- 2006: Pixies – Acoustic
- 2006: Pixies – Live
- 2006: loudQUIETloud – A Film About the Pixies

## Auszeichnungen für Musikverkäufe
| Silberne Schallplatte - Vereinigtes Königreich - 2025: für das Lied Hey Goldene Schallplatte - Europa (Impala) - 2014: für das Album Indie Cindy - Frankreich - 1997: für das Album Bossanova - 1997: für das Album Doolittle - Kanada - 2005: für das Album Surfer Rosa - 2005: für das Videoalbum Pixies - 2011: für das Album Doolittle - 2018: für das Album Wave of Mutilation: Best of Pixies - 2021: für das Lied Hey - 2023: für die Single Wave of Mutilation - Neuseeland - 2019: für das Album Wave of Mutilation: Best of Pixies - 2025: für das Album Surfer Rosa - 2025: für das Album Doolittle | Platin-Schallplatte - Italien - 2021: für die Single Where Is My Mind? - Kanada - 2023: für die Single Here Comes Your Man - Spanien - 2024: für die Single Where Is My Mind? 3× Platin-Schallplatte - Kanada - 2022: für die Single Where Is My Mind? - Neuseeland - 2025: für die Single Where Is My Mind? |

Anmerkung: Auszeichnungen in Ländern aus den Charttabellen bzw. Chartboxen sind in ebendiesen zu finden.
| Land/RegionAuszeichnungen für Musikverkäufe (Land/Region, Auszeichnungen, Verkäufe, Quellen) | Silber     | Gold       | Platin       | Verkäufe  | Quellen              |
| -------------------------------------------------------------------------------------------- | ---------- | ---------- | ------------ | --------- | -------------------- |
| Europa (Impala)                                                                              | —          | Gold1      | —            | (75.000)  | Einzelnachweise      |
| Frankreich (SNEP)                                                                            | —          | 2× Gold2   | —            | 200.000   | snepmusique.com      |
| Italien (FIMI)                                                                               | —          | —          | Platin1      | 70.000    | fimi.it              |
| Kanada (MC)                                                                                  | —          | 6× Gold6   | 4× Platin4   | 535.000   | musiccanada.com      |
| Neuseeland (RMNZ)                                                                            | —          | 3× Gold3   | 3× Platin3   | 112.500   | radioscope.co.nz NZ2 |
| Spanien (Promusicae)                                                                         | —          | —          | Platin1      | 60.000    | elportaldemusica.es  |
| Vereinigte Staaten (RIAA)                                                                    | —          | Gold1      | Platin1      | 1.500.000 | riaa.com             |
| Vereinigtes Königreich (BPI)                                                                 | 4× Silber4 | 5× Gold5   | 2× Platin2   | 2.145.000 | bpi.co.uk            |
| Insgesamt                                                                                    | 4× Silber4 | 18× Gold18 | 12× Platin12 |           |                      |

## Belege
1. ↑  Daniel Gumble: Steve Albini on the making of Pixies album Surfer Rosa 30 years on. Abgerufen am 4. Dezember 2018 (amerikanisches Englisch).
2. ↑  Interview: Pixies drummer David Lovering talks new material and Kim Deal's departure. 23. Juni 2014, abgerufen am 4. Dezember 2018 (britisches Englisch).
3. ↑  http://www.facebook.com/pixiesofficial/posts/10151715659192442 Abgerufen am 21. Juni 2013.
4. ↑  facebook.com
5. ↑  twitter.com
6. ↑  Michael Schuh: "Head Carrier" von Pixies – Album. In: laut.de. 30. September 2016, abgerufen am 10. März 2024.
7. ↑  BBC Radio 6 Music – Shaun Keaveny, Comedian George Egg joins Shaun, [LISTEN] Black Francis chats about Pixies forthcoming album 'Head Carrier'. In: bbc.co.uk. 13. Juli 2016, abgerufen am 4. Februar 2024 (englisch).
8. ↑  Pixies veröffentlichen erste Single ihres neuen Albums – ByteFM Blog. In: ByteFM Blog – News und Rezensionen aus unserer Redaktion. 4. Juni 2019, abgerufen am 10. Juni 2019.
9. ↑  Die Pixies kündigen ein neues Album an. In: 80s80s.de. Abgerufen am 13. Juni 2019.
10. ↑  Andy Greene: Pixies Part Ways With Longtime Bassist Paz Lenchantin After Ten-Year Run. In: Rolling Stone. 4. März 2024, abgerufen am 22. September 2024 (amerikanisches Englisch).
11. ↑  The Cardigans – THE CARDIGANS – SUPER EXTRA GRAVITY. Abgerufen am 5. April 2018.
12. ↑  Anthony Carew: The Pixies – Artist Profile. 4. Februar 2017, archiviert vom Original (nicht mehr online verfügbar) am 12. Oktober 2014; abgerufen am 30. Oktober 2017 (englisch).  Info: Der Archivlink wurde automatisch eingesetzt und noch nicht geprüft. Bitte prüfe Original- und Archivlink gemäß Anleitung und entferne dann diesen Hinweis.
13. ↑  Barry Egan: A gigantic influence on pop music. 20. September 2009, abgerufen am 30. Oktober 2017 (englisch).
14. ↑  David Fricke: Kurt Cobain, The Rolling Stone Interview: Success Doesn’t Suck. In: Rolling Stone. 27. Januar 1994, abgerufen am 4. Dezember 2018 (amerikanisches Englisch).
15. ↑  Jeremy Thomas: UPDATED: Orange Cassidy’s New Theme Revealed During AEW Dark: Elevation Taping (Spoiler). In: 411mania. 24. März 2021, abgerufen am 4. September 2023 (amerikanisches Englisch).
16. ↑  imdb.com: Knock Knock (2015) Soundtracks
17. ↑  imdb.com: Dom Hemingway (2013) Soundtracks
18. 1 2 3 4  Chartquellen: DE AT CH UK US
19. ↑  Gold für Indie Cindy in Europa